# Hôtel d'Aiguillon (Le Croisic)
Ne doit pas être confondu avec Hôtel d'Aiguillon (Paris).
L'hôtel d'Aiguillon est un ancien hôtel particulier situé dans la commune du Croisic, dans le département français de la Loire-Atlantique. Il est inscrit au titre des monuments historiques en 1926.

## Présentation
L'hôtel d'Aiguillon est l'hôtel de ville de la commune de 1908 à 2008. Il est situé place Donatien-Lepré (nommé en l'honneur d'un pharmacien dont l'important legs à la commune permit notamment l'achat par celle-ci de l'hôtel d'Aiguillon), créée à l'emplacement d'un ancien bras de mer.
L'appellation d'« hôtel d'Aiguillon » reste inexpliquée, car la maison n'a jamais appartenu au duc d'Aiguillon, gouverneur de Bretagne. Est-ce pour rendre hommage à ce bienfaiteur de la commune ? Ce nom s'est transmis jusqu'à nos jours.

### Historique
L'hôtel d'Aiguillon est bâti entre 1669 et 1672 par Jean Le Fauhé, sieur de Cadouzan, et Jeanne Le Botteue, tous deux issus de familles d'hommes de loi et de négociants.
À la mort de Jean Le Fauhé en 1672, les travaux doivent s'arrêter et sa veuve vend l'hôtel en 1673 à Charles Morvau, sieur de Kerliviny. En 1709, la demeure passe par succession à Jean Yviquel, maire du Croisic. Mort sans descendance, ses biens sont partagés entre ses frères, sœurs et neveux. Son neveu Jean-François Dubochet hérite de la demeure en 1765.
L'hôtel reste dans la famille Dubochet jusqu'en 1904, date à laquelle Marguerite de Calbiac, née Dubochet, propose à la commune de lui racheter l'édifice pour y installer le nouvel hôtel de ville. L'inauguration a lieu en 1908 par Emmanuel Provost, maire du Croisic.

### Architecture
L'édifice est composé de deux corps de logis formant angle droit où s'insère un grand pavillon carré contenant l'escalier et desservant les différents étages. Le pavillon est surmonté d'un dôme à l'impériale au riche décor d'ardoises. Un traitement exceptionnel (balustrade, colonnes corinthiennes) a été réservé au portail d'entrée, unique au Croisic.

### Représentation
Un des vitraux de la chapelle de Pen-Bron, sur la commune de La Turballe, représente l'hôtel d'Aiguillon.

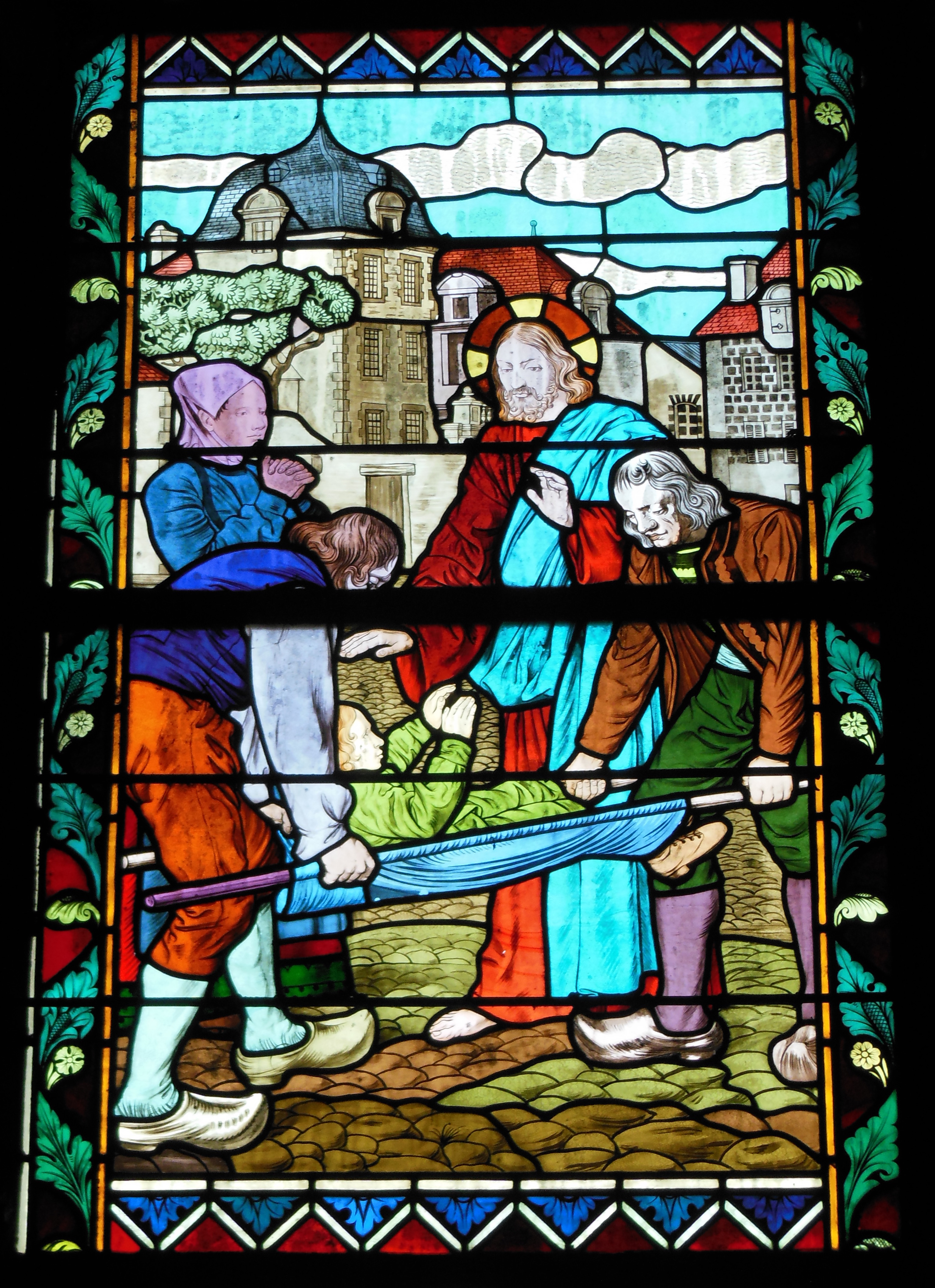
Vitrail de la chapelle de Pen-Bron représentant l'hôtel d'Aiguillon en arrière-plan